# Idalus delicata
Idalus delicata là một loài bướm đêm thuộc phân họ Arctiinae, họ Erebidae.